# Китроска епархия (Римокатолическа църква)
 Тази статия е за римокатолическата титулярна епархия.  За историческата и православната вижте Китроска, Катеринска и Платамонска епархия.  
Китроската епархия (на латински: Dioecesis Citrensis) е титулярна епископия на Римокатолическата църква с номинално седалище в македонското селище Китрос, Гърция. Епархията е подчинена на Солунската архиепископия. Като титулярна епископия е установена в 1925 година под името Citrensis.
Титулярни епископи
| Име                        | Име                          | Управление                      | Забележка              | Години                              |
| -------------------------- | ---------------------------- | ------------------------------- | ---------------------- | ----------------------------------- |
| Херман фон Герден          | Hermann von Gehrden          | 26 март 1432 – 9 ноември 1471   |                        | – 9 ноември 1471                    |
| Анри д'Ардон               | Henri d’Aradon               | 3 март 1490 – 1496              |                        | – 1496                              |
| Абрахам Ян Яцек Шладковски | Abraham Jan Jacek Śladkowski | 2 май 1622 – 1643               |                        | 1587 – 1643                         |
| Миколай Романов Швирски    | Mikołaj Romanow Świrski      | 12 декември 1644 – 1678         |                        | 1592 – 1678                         |
| Агустин де Сералде         | Agustín de Serralde          | 23 март 1676 – 22 юни 1679      |                        | 1631 – 22 юни 1679                  |
| Хосе Соле и Меркаде        | José Solé y Mercadé          | 29 август 1925 – ноември 1925   | подал оставка          |                                     |
| Пи Йожен Жозеф Невю        | Pie Eugène Joseph Neveu      | 11 март 1926 – 17 октомври 1946 |                        | 23 февруари 1877 – 17 октомври 1946 |
| Адолф Маркс                | Adolph Marx                  | 6 юли 1956 – 9 юли 1965         | в епископ на Браунсвил | 18 февруари 1915 – 1 ноември 1965   |